# 里菲亚诺
里菲亚诺（義大利語：Rifiano），是意大利博尔扎诺-上阿迪杰自治省的一个市镇。总面积35.75平方公里，人口1291人，人口密度36.1人/平方公里（2009年）。ISTAT代码为021073。